# 西皋蘭州
西皋兰州，一唐羁縻州名。贞观二十二年（648年）以突厥阿史德特健部置，属燕然都护府，为燕然都护府七州之一。初置时约在今蒙古国，确址不详。永徽后迁治凉州（治姑臧县，今甘肃武威市），属凉州都督府。此州以与铁勒浑部之东皋兰州区别而言，实为西皋兰州。